# IC 1949
IC 1949 је спирална галаксија у сазвјежђу Часовник која се налази на листи објеката дубоког неба у Индекс каталогу.
Деклинација објекта је - 47° 58' 47" а ректасцензија 3h 30m 52,9s. Привидна величина (магнитуда) објекта IC 1949 износи 13,0 а фотографска магнитуда 13,8. IC 1949 је још познат и под ознакама ESO 200-33, FAIR 749, AM 0329-480, IRAS 03293-4808, PGC 13047.